# Мандагуари
Мандагуари (порт. Mandaguari) — муниципалитет в Бразилии, входит в штат Парана. Составная часть мезорегиона Северо-центральная часть штата Парана. Находится в составе крупной городской агломерации . Входит в экономико-статистический  микрорегион Маринга. Население составляет 33 841 человек на 2006 год. Занимает площадь 335,816 км². Плотность населения — 100,8 чел./км².
Праздник города — 10 октября.

## История
Город основан 6 мая 1937 года.

## Статистика
- Валовой внутренний продукт на 2003 год составляет 217 562 368,00 реалов (данные: Бразильский институт географии и статистики).
- Валовой внутренний продукт на душу населения на 2003 год составляет 6649,42 реалов (данные: Бразильский институт географии и статистики).
- Индекс развития человеческого потенциала на 2000 год составляет 0,791 (данные: Программа развития ООН).

## География
Климат местности: субтропический.